# Großwallstadt
Großwallstadt település Németországban, azon belül Bajorországban. Lakosainak száma 4097 fő (2023. december 31.). Großwallstadt Sulzbach am Main, Kleinwallstadt és Niedernberg községekkel határos.

## Népesség
A település népessége az elmúlt években az alábbi módon változott:
| Lakosok száma | 1074 | 2284 | 3215 | 3345 | 4098 | 4114 | 4087 | 4110 | 4080 | 4097 |
|               | 1875 | 1950 | 1975 | 1987 | 2012 | 2014 | 2016 | 2017 | 2021 | 2023 |